# Struktura organizacyjna pułku przedniej straży
Struktura organizacyjna pułku straży przedniej – etat pułku straży przedniej.
Etat pułku straży przedniej wprowadzony 8 października 1789 roku dla stutysięcznego etatu wojska Obojga Narodów wyglądał następująco:
Sztab wyższy:
- szef
- pułkownik
- podpułkownik, dwóch majorów.

sztab średni i niższy:
- kwatermistrz
- audytor
- dwóch adiutantów
- kapelan
- sztabsfelczer
- sztabsfurjer
- paukier
- sztabstrębacz
- wagenmajster
- profos
- puszkarz do reperacji broni
- konował
- podprofos

chorągiew (szwadron)
- rotmistrz
- porucznik
- chorąży
- czterech namiestników, z których jeden sztandarowy
- 58 towarzyszy
- wachmistrz
- sześciu podoficerów
- dwóch trębaczy
- 58 pocztowych
- felczer
- kowal
- siodlarz

Razem w chorągwi: 135